# Пабло Освальдо
Па́бло Осва́льдо (італ. Pablo Osvaldo, нар. 12 січня 1986, Буенос-Айрес) — італійський футболіст аргентинського походження, нападник збірної Італії та португальського «Порту». 

## Клубна кар'єра
Вихованець юнацьких команд аргентинських футбольних клубів «Ланус», «Банфілд» та «Уракан».
У дорослому футболі дебютував 2004 року виступами за команду клубу «Уракан», в якій провів один сезон, взявши участь у 33 матчах чемпіонату та забивши 11 голів. Молодий аргентинський нападник привернув увагу скаутів європейських клубів і вже 2006 року переїхав до Італії, уклавши контракт з клубом «Аталанта». Провівши лише три гри за цю команду, перебрався до іншого клубу з Серії B, «Лечче», який уклав з «Аталантою» договір про спільні права на футболіста.
Своєю грою за останню команду привернув увагу представників тренерського штабу клубу «Фіорентина», до складу якого приєднався 2007 року. Відіграв за «фіалок» неповні два сезони своєї ігрової кар'єри і 2009 року перейшов до «Болоньї».
Наступним клубом в кар'єрі гравця став іспанський «Еспаньйол», кольори якого він захищав протягом 2010–2011 років.
Влітку 2011 року повернувся до Італії, приєднавшись до столичної «Роми». Пабло швидко адаптувався в складі «вовків» і за два сезони зіграв в національному чемпіонаті 55 матчів, в яких забив 27 голів.
18 серпня 2013 року гравець підписав контракт з англійським «Саутгемптоном» строком на 4 роки. Проте в Англії заграти Освальдо не зміг і в січні 2014 року на правах оренди з правом викупу за 19 млн. євро відправився на батьківщину в «Ювентус», з яким того ж сезону став чемпіоном Італії. Після завершення оренди влітку того ж року туринський клуб відмовився від покупки гравця і Пабло на правах оренди перейшов в «Інтернаціонале». Згодом у першій половині 2015 Освальдо встиг пограти на батьківщині, де на умовах оренди грав за «Бока Хуніорс».
Влітку 2015 року контракт гравця з англійським клубом закінчився і вин на правах вільного агента приєднався до португальського «Порту».

## Виступи за збірні
Невдовзі після приїзду до Італії отримав громадянство цієї країни, протягом 2007–2008 років залучався до складу її молодіжної збірної. На молодіжному рівні зіграв у 8 офіційних матчах, забив 1 гол.
2008 року захищав кольори олімпійської збірної Італії. У складі цієї команди провів 4 матчі, забив 1 гол.
2011 року дебютував в офіційних матчах у складі національної збірної Італії. Наразі провів у формі головної команди країни 1 матч.
| Дата       | Місто   | Господарі | Результат | Гості             | Турнір            | Голи | Примітки |
| ---------- | ------- | --------- | --------- | ----------------- | ----------------- | ---- | -------- |
| 11/10/2011 | Пескара | Італія    | 3 – 0     | Північна Ірландія | Відбір до ЧЄ 2012 | -    | 56'      |
| Усього     |         | Матчів    | 1         |                   | Голів             | 0    |          |

## Досягнення
- Переможець Серії B (1):

«Аталанта»: 2005-06
- Чемпіон Італії (1):

«Ювентус»: 2013-14
- Володар Кубка Аргентини (1):

«Бока Хуніорс»: 2014-15